# Борисенко, Степан Григорьевич
Степа́н Григо́рьевич Борисе́нко (28 декабря 1910, Монастырище, Приморская область, Российская империя — 15 февраля 1945, Хощно, Польша) — сержант Рабоче-крестьянской Красной Армии, участник Великой Отечественной войны, Герой Советского Союза (1945).

## Биография
Степан Борисенко родился в 1910 году в селе Монастырище (ныне — Черниговский район Приморского края) в крестьянской семье. Получил неполное среднее образование, работал во Владивостоке. В июле 1941 года был призван на службу в Рабоче-крестьянскую Красную Армию. С марта 1942 года — на фронтах Великой Отечественной войны. В 1943 году вступил в ВКП(б). К февралю 1945 года сержант Степан Борисенко командовал орудием 655-го артиллерийского полка 212-й стрелковой дивизии 61-й армии 1-го Белорусского фронта. Отличился во время освобождения Польши.
9 февраля 1945 года Борисенко в ходе боя уничтожил 3 огневые точки противника и около взвода немецких солдат и офицеров, получил ранение, но поля боя не покинул, продолжая сражаться. 15 февраля 1945 года у города Арнсвальде (ныне — Хощно, Польша) батарея Борисенко попала в окружение. В завязавшемся бою Борисенко подбил прямой наводкой два танка, однако и сам погиб.
Указом Президиума Верховного Совета СССР от 31 мая 1945 года сержант Степан Борисенко посмертно был удостоен высокого звания Героя Советского Союза. Также был награждён орденами Ленина и Красной Звезды, а также рядом медалей. На территории владивостокского трамвайно-троллейбусного парка Борисенко установлен памятник. В его честь названа улица во Владивостоке.